# Dzieje grzechu (film 1918)
Dzieje grzechu (wł. La storia di un peccato) – włoski film wytwórni Corso z 1918 roku w reżyserii Carmine Gallonego.
Była to uproszczona ekranizacja powieści Stefana Żeromskiego Dzieje grzechu.

## Obsada
- Soava Gallone – Ewa Pobratyńska
- Ciro Galvani – Łukasz Niepołomski
- Tony Kirkland – Antoni Pochroń
- Bruno Emanuel Palmi – Zygmunt Szczerbic
- Mario Parpagnoli
- Guido Trento